# Balthasar Mentzer IV

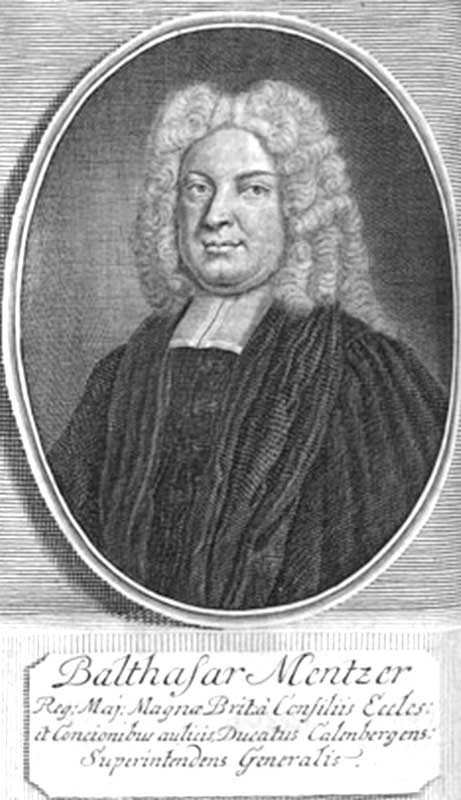
Balthasar Mentzer IV

Balthasar Mentzer IV (* 12. Januar 1679 in Gießen; † 20. Dezember 1741 in Hannover) war ein deutscher lutherischer Theologe.

## Leben
Der Sohn des Balthasar Mentzer III lernte in Hamburg bei dem berühmten Esdras Edzardus Hebräisch. 1698 bezog er die Universitäten in Wittenberg und Leipzig und absolvierte am 8. Dezember 1702 in Hamburg sein theologisches Kandidatenexamen. 1703 unternahm Mentzer in Begleitung eines jungen Kaufmanns eine Reise an den Rhein und nach Holland. Zurückgekehrt wurde er 1704 unordinierter Montagsprediger an der St. Katharinenkirche in Hamburg, nahm 1705 eine Stelle als Hofmeister bei zwei jungen holsteinischen Adligen an und war ab 1707 in Holland, sowie England in Familienangelegenheiten unterwegs.
In London verkehrte er mit den geachteten Theologen jener Zeit und predigte auch anfänglich vielfach für die deutsche Lutherische Gemeinde. 1710 erkrankte er schwer und war so gelähmt, dass er mehrere Monate nur mit Krücken gehen konnte. Als im November 1713 Johann Esdras Edzardi (1662–1713), der lutherische Prediger an der Trinitatiskirche in London, starb, hielt Mentzer ihm die Leichenpredigt und wurde zu seinem Nachfolger gewählt. Nachdem er am 29. Juli 1714 zu Hamburg ordiniert war, trat er dieses Amt an. 1722 wurde Mentzer Konsistorialrat und Hofprediger in Hannover, wurde 1726 Generalsuperintendent der Generaldiözese Calenberg, 1735 bis 1738 auch der Generaldiözese Göttingen. 1737 hielt er bei der Eröffnung der Universität Göttingen die Einweihungspredigt und wurde dort im selben Jahr einer ihrer ersten Doktoren der Theologie.
Mentzer hatte vor, eine großbritannische Kirchengeschichte herauszugeben, welche von Johann Esdras Edzardi bereits begonnen worden war. Jedoch fand er für dieses Vorhaben keinen Verleger. In dem Gesangbuch von Peter Busch, das 1737 unter dem Titel „Evangelische Liedertheologie“ erschien und zu welchem Mentzer eine Vorrede schrieb, befindet sich auch ein Lied von ihm: „Wer bin ich, was ist mein Leben“, das danach auch ins hannoversche Gesangbuch von 1740 aufgenommen ist. An der Bearbeitung des letztgenannten Gesangbuches, namentlich an den Vorarbeiten für dasselbe, war Mentzer auch als Mitglied des Konsistoriums beteiligt. Zudem sind von ihm einige kleinere Schriften bekannt.
Verheiratet hatte er sich am 12. August 1717 in Hamburg mit Johanna Hedwig (* 26. Dezember 1695 † 15. Juli 1754), mit der Tochter des Hamburger Hauptpastors an der St. Michaeliskirche Johann Winckler. Aus dieser Ehe gingen drei Söhne und eine Tochter hervor, wobei ein Sohn früh verstarb. Sein ältester Sohn, Balthasar Mentzer V (* 27. August 1718 in London; † 12. Dezember 1753 Hattorf) wurde Pastor in Hattorf am Harz.